# 체레토산니타
체레토산니타(이탈리아어: Cerreto Sannita)는 이탈리아 캄파니아주 베네벤토도의 코무네다. 나폴리로부터 북동쪽으로 60km , 베네벤토 북서쪽으로 25km 거리에 있다.

## 체레토산니타 관련 사진

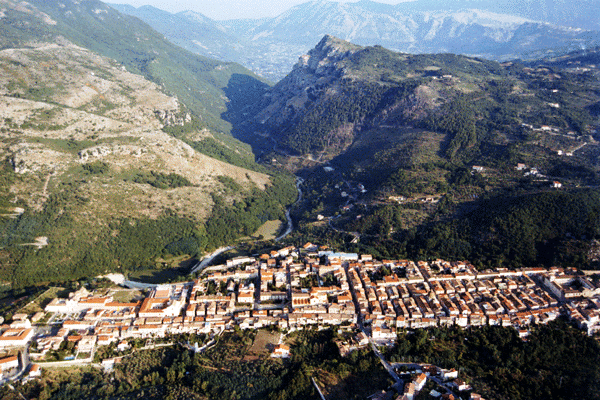
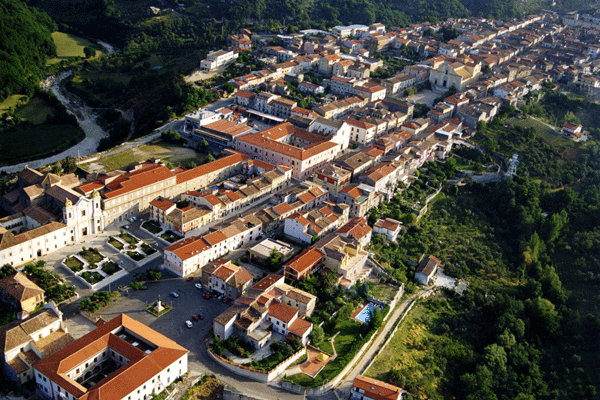
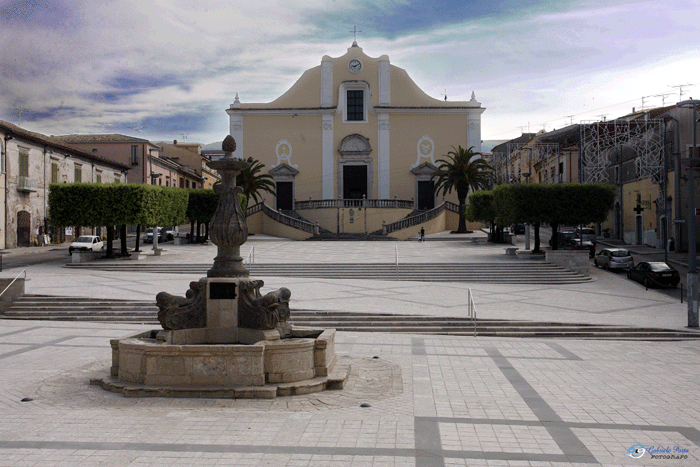
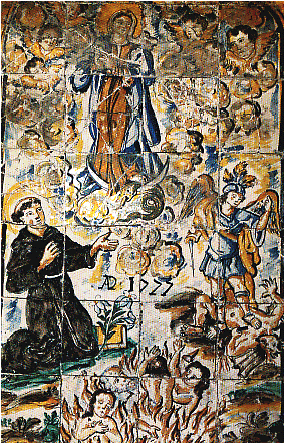